# Tadeusz Wnuk
Tadeusz Maciej Wnuk (ur. 24 lutego 1945 w Sosnowcu, zm. 11 listopada 2018 w Czeladzi) – polski polityk, prezydent Sosnowca (1978–1979), wojewoda katowicki w latach 1985–1990, ekonomista, senator V kadencji.

## Życiorys
Syn Antoniego i Janiny. Ukończył studia w Wyższej Szkole Ekonomicznej w Katowicach. W latach 1971–1973 przewodniczył miejskiej komisji planowania w Sosnowcu, był następnie wiceprezydentem, a od 1978 do 1979 prezydentem Sosnowca. W latach 1979–1985 pełnił funkcję wicewojewody katowickiego, w maju 1985 został powołany na stanowisko wojewody katowickiego (zastąpił gen. Romana Paszkowskiego). Zajmował tę funkcję do maja 1990. Należał do Polskiej Zjednoczonej Partii Robotniczej.
W 1994 ukończył studia podyplomowe z bankowości w Akademii Ekonomicznej w Katowicach. Zajmował kierownicze stanowiska w bankowości: w latach 1991–1995 organizował działalność banku PBB „Invest Bank” w województwie katowickim i był dyrektorem oddziału tego banku, w latach 1996–2002 był prezesem zarządu Górnośląskiego Banku Gospodarczego w Katowicach.
Od 2001 do 2005 sprawował mandat senatora z ramienia koalicji SLD-UP (z rekomendacji Sojuszu Lewicy Demokratycznej), wybranego w okręgu sosnowieckim. Był członkiem Komisji Gospodarki i Finansów Publicznych. W 2005 nie ubiegał się o reelekcję.
Był działaczem sportowym, wieloletnim przewodniczącym Śląskiego Związku Koszykówki.
W 1990 został odznaczony Krzyżem Komandorskim Orderu Odrodzenia Polski przez prezydenta Wojciecha Jaruzelskiego. W 2002 uhonorowany odznaką „Zasłużony dla Miasta Sosnowca”.
Został pochowany 16 listopada 2018 cmentarzu rzymskokatolickim przy ul. Smutnej w Sosnowcu.